# دایموند کریک، ویکتوریا
دایموند کریک (به انگلیسی: Diamond Creek) یک منطقهٔ مسکونی در استرالیا است که در ویکتوریا (استرالیا) واقع شده‌است.